# Courtney Shealy
Courtney Shealy (Columbia, 12 dicembre 1977) è un'ex nuotatrice statunitense.
Specializzata nello stile libero ha vinto due medaglie d'oro ai Giochi olimpici di Sydney 2000 nelle staffette.

## Palmarès
- Olimpiadi

Sydney 2000: oro nella 4 × 100 m sl e nella 4 × 100 m misti.
- Mondiali

Fukuoka 2001: argento nella 4 × 100 m sl.
- Mondiali in vasca corta

Rio de Janeiro 1995: bronzo nella 4 × 100 m misti.
- Giochi panamericani

Winnipeg 1999: argento nella 4 × 100 m sl.
Santo Domingo 2003: oro nei 100 m sl e nella 4 × 100 m sl e argento nei 100 m dorso.